# UCI Women’s WorldTour 2018
Die UCI Women’s WorldTour 2018 (WWT) ist die dritte Austragung der vom Weltradsportverband UCI veranstalteten Women’s WorldTour.

## Rennen
| Datum                     | Rennen                                  | Siegerin/nen              | Führende Fahrerin    | Führende U23-Fahrerin | Führendes Team            |
| ------------------------- | --------------------------------------- | ------------------------- | -------------------- | --------------------- | ------------------------- |
| 3. März                   | Strade Bianche                          | Anna van der Breggen      | Anna van der Breggen | Angelica Brogi        | Boels Dolmans Cyclingteam |
| 11. März                  | Ronde van Drenthe                       | Amy Pieters               | Anna van der Breggen | Sofia Bertizzolo      | Boels Dolmans Cyclingteam |
| 18. März                  | Trofeo Alfredo Binda                    | Katarzyna Niewiadoma      | Katarzyna Niewiadoma | Sofia Bertizzolo      | Boels Dolmans Cyclingteam |
| 22. März                  | Drei Tage von De Panne                  | Jolien D’hoore            | Katarzyna Niewiadoma | Sofia Bertizzolo      | Boels Dolmans Cyclingteam |
| 25. März                  | Gent–Wevelgem                           | Marta Bastianelli         | Jolien D’hoore       | Sofia Bertizzolo      | Boels Dolmans Cyclingteam |
| 1. April                  | Flandern-Rundfahrt                      | Anna van der Breggen      | Amy Pieters          | Sofia Bertizzolo      | Boels Dolmans Cyclingteam |
| 15. April                 | Amstel Gold Race                        | Chantal Blaak             | Chantal Blaak        | Sofia Bertizzolo      | Boels Dolmans Cyclingteam |
| 18. April                 | La Flèche Wallonne Féminine             | Anna van der Breggen      | Anna van der Breggen | Sofia Bertizzolo      | Boels Dolmans Cyclingteam |
| 22. April                 | Lüttich–Bastogne–Lüttich                | Anna van der Breggen      | Anna van der Breggen | Sofia Bertizzolo      | Boels Dolmans Cyclingteam |
| 26.–28. April             | Tour of Chongming Island                | Charlotte Becker          | Anna van der Breggen | Sofia Bertizzolo      | Boels Dolmans Cyclingteam |
| 17.–19. Mai               | Kalifornien-Rundfahrt                   | Katie Hall                | Anna van der Breggen | Sofia Bertizzolo      | Boels Dolmans Cyclingteam |
| 19.–22. Mai               | Emakumeen Bira                          | Amanda Spratt             | Anna van der Breggen | Sofia Bertizzolo      | Boels Dolmans Cyclingteam |
| 13.–17. Juni              | Women’s Tour                            | Coryn Rivera              | Anna van der Breggen | Sofia Bertizzolo      | Boels Dolmans Cyclingteam |
| 6.–15. Juli               | Giro d’Italia Femminile                 | Annemiek van Vleuten      | Anna van der Breggen | Sofia Bertizzolo      | Boels Dolmans Cyclingteam |
| 17. Juli                  | La Course by Le Tour de France          | Annemiek van Vleuten      | Anna van der Breggen | Sofia Bertizzolo      | Boels Dolmans Cyclingteam |
| 28. Juli                  | RideLondon-Classique                    | Kirsten Wild              | Anna van der Breggen | Sofia Bertizzolo      | Boels Dolmans Cyclingteam |
| 11. August                | Open de Suède Vårgårda – Teamzeitfahren | Boels Dolmans Cyclingteam | Anna van der Breggen | Sofia Bertizzolo      | Boels Dolmans Cyclingteam |
| 13. August                | Open de Suède Vårgårda – Eintagesrennen | Marianne Vos              | Anna van der Breggen | Sofia Bertizzolo      | Boels Dolmans Cyclingteam |
| 16. August                | Ladies Tour of Norway – Teamzeitfahren  | Team Sunweb               | Anna van der Breggen | Sofia Bertizzolo      | Boels Dolmans Cyclingteam |
| 17.–19. August            | Ladies Tour of Norway                   | Marianne Vos              | Marianne Vos         | Sofia Bertizzolo      | Boels Dolmans Cyclingteam |
| 25. August                | Grand Prix de Plouay-Bretagne           | Amy Pieters               | Marianne Vos         | Sofia Bertizzolo      | Boels Dolmans Cyclingteam |
| 28. August – 2. September | Boels Rental Ladies Tour                | Annemiek van Vleuten      | Annemiek van Vleuten | Sofia Bertizzolo      | Boels Dolmans Cyclingteam |
| 15.–16. September         | Madrid Challenge by La Vuelta           | Ellen van Dijk            | Annemiek van Vleuten | Sofia Bertizzolo      | Boels Dolmans Cyclingteam |
| 21. Oktober               | Tour of Guangxi                         | Arlenis Sierra            | Annemiek van Vleuten | Sofia Bertizzolo      | Boels Dolmans Cyclingteam |